# Pachnoda interrupta
Pachnoda interrupta es una especie de escarabajo del género Pachnoda, familia Scarabaeidae. Fue descrita científicamente por Olivier en 1789.
Habita en Gambia, Malí, Senegal, Sudán y Egipto.